# نوكيا 3128
نوكيا 3128 هو أحد أجهزة نوكيا، شركة الهواتف والتقنية النقالة. يأتي هذا الجهاز مع شاشة نوعها 128 * 160 18 بت (65,536) لون، 96 * 64 16 بت (4,096) لون (external). تم إصدار هذا الجهاز في 2004م. أما بالنسبة لوضعية إنتاجه الحالية فلم يعد يتم إنتاجه. تقنيته/تردده هي النظام العالمي للإتصالات المتنقلة. جيل الجهاز هو DCT4. عامل الشكل (التصميم) للجهاز هو "صدفة المحار - سوق الصين فقط.